# Miguel Trovoada

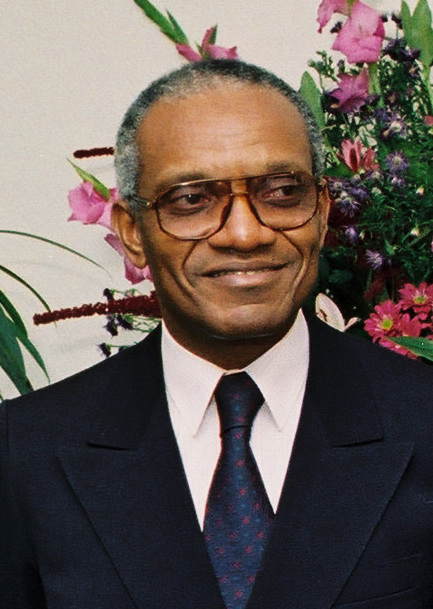
Miguel Trovoada.

Miguel Trovoada (geboren 27 december 1936) was tussen 1975 en 1979 minister-president en tussen 1991 en 2001 de eerste democratisch gekozen president van de republiek Sao Tomé en Principe.
In zijn periode als premier was hij lid van de socialistische Movimento de Libertação de São Tomé e Príncipe, toentertijd de enige toegestane partij in Sao Tomé en Principe. Bij de presidentsverkiezingen van 1991 kwam hij op als onafhankelijke kandidaat, al zijn tegenstanders trokken zich terug en Trovoada werd president. In 1994 was hij betrokken bij de oprichting van de Acção Democrática Independente. Tijdens een staatsgreep in 1995 werd hij tijdelijk afgezet als president, maar kon redelijk snel zijn post hervatten. Twee jaar later werd Miguel Trovoada herkozen als president. In 2001 kon hij niet meer herkozen worden.
Zijn zoon Patrice Trovoada is later ook namens de ADI premier van Sao Tomé en Principe geweest.
Miguel Trovoada (1975) · Leonel Mário d'Alva (1975–1978) · Maria do Nascimento da Graça Amorim (1978–1986) · Fradique de Menezes (1986–1987) · Guilherme Posser da Costa (1987–1988) · Carlos Graça (1988–1990) · Guilherme Posser da Costa (1990–1991) · Alda Bandeira (1991–1993) · Albertino Bragança (1993–1994) · Guilherme Posser da Costa (1994–1996) · Homero Jeronimo Salvaterra (1996–1999) · Alberto Paulino (1999) · Paulo Jorge Espirito Santo (1999–2000) · Joaquim Rafael Branco (2000–2001) · Patrice Trovoada (2001–2002) · Mateus Meira Rita (2002) · Alda Bandeira (2002) · Mateus Meira Rita (2002–2004) · Óscar Sousa (2004) · Ovídio Manuel Barbosa Pequeno (2004–2006) · Óscar Sousa (2006) · Carlos Gustavo dos Anjos (2006–2007) · Ovídio Manuel Barbosa Pequeno (2007–2008) · Carlos Tiny (2008–2010) · Manuel Salvador dos Ramos (2010–2012) · Natália Pedro da Costa Umbelina Neto (2012–2014) · Manuel Salvador dos Ramos (2014–2016) · Urbino Botelho (2016–2018) · Elsa Pinto (2018–2020) · Edite Ten Jua (2020–heden)
Leonel Mário d'Alva (1974–1975) · Miguel Trovoada (1975–1979) · geen (1979–1988) · Celestino Rocha da Costa (1988–1991) · Daniel Lima dos Santos Daio (1991–1992) · Norberto d'Alva Costa Alegre (1992–1994) · Evaristo Carvalho (1994) · Carlos Graça (1994–1995) · Armindo Vaz d'Almeida (1995–1996) · Raul Bragança Neto (1996–1999) · Guilherme Posser da Costa (1999–2001) · Evaristo Carvalho (2001–2002) · Gabriel Arcanjo da Costa (2002) · Maria das Neves (2002–2004) · Damião Vaz d'Almeida (2004–2005) · Maria do Carmo Silveira (2005–2006) · Tomé Vera Cruz (2006–2008) · Patrice Trovoada (2008) · Joaquim Rafael Branco (2008–2010) · Patrice Trovoada (2010–2012) · Gabriel Arcanjo da Costa (2012–2014) · Patrice Trovoada (2014–2018) · Jorge Bom Jesus (2018–2022) · Patrice Trovoada (2022–2025) · Ilza Amado Vaz (2025) · Américo Ramos (2025–heden)
Manuel Pinto da Costa (1975–1991) · Leonel Mário d'Alva (1991) · Miguel Trovoada (1991–1995) · Manuel Quintas de Almeida (1995) · Miguel Trovoada (1995–2001) · Fradique de Menezes (2001–2003) · Fernando Pereira (2003) · Fradique de Menezes (2003–2011) · Manuel Pinto da Costa (2011–2016) · Evaristo Carvalho (2016–2021) · Carlos Vila Nova (2021–heden)